# Cutaway

A cutaway (magyarul bevágás) a pengetős (és esetenként egyéb húros) hangszerek (elsősorban a gitár) egy része, a hangszer testének a nyak alsó (tehát a magasabb hangú húrok felőli) oldalán vagy mindkét oldalon lévő kivágása. Célja a magasabb hangok lefogásának könnyebbé tétele.
Az egy bevágással rendelkező hangszert single cutaway, single cut vagy SC néven szokás emlegetni. Néhány gitár rendelkezik a nyak túloldalán is kivágással, ami lehetővé teszi hogy a játékos a nyak és a test csatlakozásánál beljebb is kényelmesen benyúljon, ez által kényelmesebbé téve a játékot; ez a kialakítás double cut, double cutaway, vagy DC néven ismert. Akusztikus gitárokon kevésbé jellemző a kettős bevágás, mivel a testméret csökkenése csökkenti a hangszer hangerejét, és sok esetben a hangminőséget is rontja.

## Típusai

### Velencei stílusú
A test rendelkezik egy kinyúló „szarvval” mely általában a nyak és a test csatlakozási pontjáig tart. A szarv vége lekerekített. Klasszikus velencei stílusú gitármodellek többek közt a Gibson ES-335 vagy a Gretsch White Falcon.

### Firenzei stílusú
Hasonlít a velencei stílusúhoz de a „szarv” vége nem lekerekített, hanem hegyes. Híres velencei kivágású modell többek közt a Gibson SG. A velencei és firenzei elnevezéseket feltehetőleg a Gibson márka munkásai terjesztették el.

### Szögletes
A velencei vagy firenzei stílussal ellentétben ez a típus nem rendelkezik „szarvval”, helyette a gitárnak lapos, szögletes vagy enyhén lekerekített sarkú „válla” van. Tipikusan az akusztikus hangszerekre, azon belül is a Mánus gitár Selmer-Maccaferri más néven mánus vagy cigány gitárokra illetve a nagybőgőkre jellemző de időnként klasszikus gitárokat is építenek ilyen stílusú kivágással.

## Előfordulása egyéb hangszereken
Bár a kivágások főleg gitárokon és basszusgitárokon elterjedtek, léteznek kivágással rendelkező nagybőgők (főleg a Rockabilly] és a Psychobilly zenészek körében kedvelt), illetve egyéb hangszereken is megjelent.